# ژان پروو
ژان پروو (به فرانسوی: Jean Prévost) نویسنده و روزنامه‌نگار قرن بیستم میلادی اهل فرانسه بود.
وی عضو مقاومت فرانسه بود.